# Distrikt Kaabong
Kaabong ist ein Distrikt im Nordosten von Uganda mit 540.000 Einwohnern. Die Hauptstadt ist das gleichnamige Kaabong.
Der Distrikt liegt in der Subregion Karamoja in der Region Nord. Er wurde am 1. Juli 2005 aus dem Distrikt Kotido ausgegliedert. Er besteht aus dem einzigen Bezirk Dodoth und untergliedert sich in einen Stadtbezirk Kaabong und acht Unterbezirke, Karenga, Kapedo, Lolelia, Kathile, Sidok, Kalapata, Kaabong und Loyoro.

## Wirtschaft
Wirtschaftstätigkeiten sind Tierhaltung, Subsistenzwirtschaft, Entwicklungszusammenarbeit und Tourismus.